# Estádio São Januário
Das Estádio São Januário, auch bekannt als Estádio Vasco da Gama, ist ein Fußballstadion in der brasilianischen Stadt Rio de Janeiro. Es bietet Platz für 35.000 Zuschauer und dient dem Fußballverein CR Vasco da Gama als Heimspielstätte.

## Geschichte

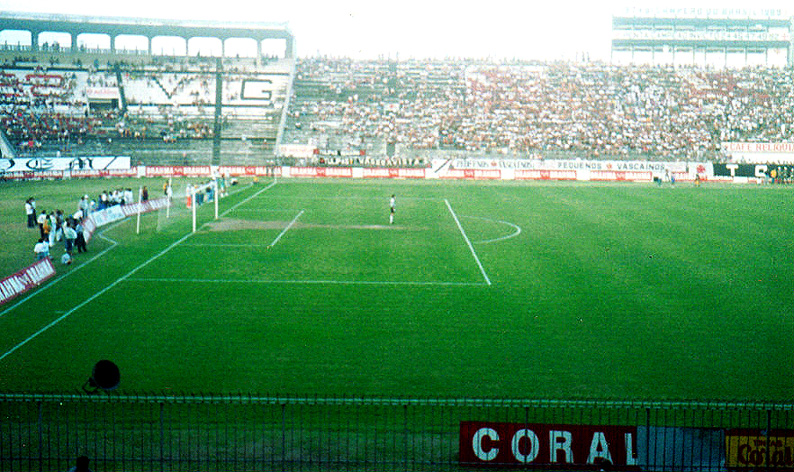
Das Stadion 1994

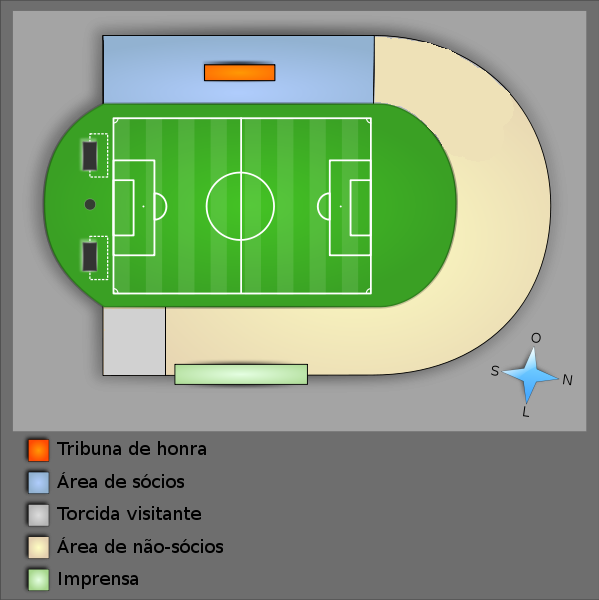
Aufbau des Stadions

Das Estádio São Januário in Rio de Janeiro, mit sechs Millionen Einwohnern zweitgrößte Stadt Brasiliens und im Süden des Landes gelegen, wurde in den Jahren 1926 und 1927 erbaut und am 21. April 1927 in Anwesenheit von Brasiliens Präsident Washington Luís Pereira de Sousa mit einem Spiel von CR Vasco da Gama gegen den FC Santos eröffnet, das der Gast mit 5:3 gewann. Mit einer Kapazität von ungefähr 40.000 Zuschauerplätzen war es zum Zeitpunkt der Erbauung das größte Stadion in der neuen Welt. 1930 wurde das Estadio Centenario aus Anlass der Fußball-Weltmeisterschaft in Uruguay erbaut und war fortan mit einer Kapazität von über 70.000 Plätzen größtes Stadion Südamerikas. Zehn Jahre nach dem Bau des Montevideoer Stadions verdrängte das neu erbaute Estádio do Pacaembu das São Januário auch als größtes Fußballstadion in Brasilien. Bis 1950 war das São Januário zudem die größte Sportstätte von Rio de Janeiro, ehe das berühmte Maracanã gebaut wurde. Mit der Zeit wurden viele große Stadien in Brasilien gebaut und das Estádio São Januário verlor immer mehr an Bedeutung. Noch heute passen 35.000 Zuschauer in das Stadion, wobei aufgrund von Sicherheitsbestimmungen bei Spielen um die brasilianische Meisterschaft oder anderen nationalen Wettbewerben nur 15.150 Zuschauer eingelassen werden dürfen. Die Rekordkulisse im Stadion wurde erreicht, als 1978 40.209 Zuschauer einer Partie von Vasco da Gama gegen Londrina EC, die mit 2:0 für die Gäste endete, beiwohnten.
Das Estádio São Januário ist im Besitz des Fußballvereins CR Vasco da Gama. Vasco da Gama ist damit der einzige größere Fußballverein aus Rio de Janeiro, der ein eigenes Stadion besitzt, die anderen nutzen meist entweder das Maracanã (Flamengo Rio de Janeiro und Fluminense Rio de Janeiro) oder das Estádio Olímpico Nilton Santos (Botafogo FR), die sich beide im Besitz der Stadt befinden. Für Spiele mit hohem Zuschauerandrang zieht Vasco da Gama aber kurzfristig nach Maracanã um. CR Vasco da Gama wurde in seiner Geschichte viermal brasilianischer Fußballmeister und gewann einmal die Copa Libertadores. 1998 erreichte man das Endspiel im wichtigsten Wettbewerb für Vereinsmannschaften in Südamerika und traf auf den ecuadorianischen Vertreter Barcelona SC Guayaquil. Vor 35.000 Zuschauern wurde das Hinspiel im Estádio São Januário mit 2:0 gewonnen. Nachdem man auch das Rückspiel im Estadio Monumental Isidro Romero Carbo in Guayaquil für sich entscheiden konnte, hatte Vasco da Gama zum ersten und bis heute einzigen Mal die Copa Libertadores gewonnen. Aktuell spielt der Verein in der höchsten brasilianischen Spielklasse der Campeonato Brasileiro – Série A.
Zu früheren Zeiten wurde das Estádio São Januário auch politisch genutzt. So hielt der frühere brasilianische Diktator Getúlio Vargas, der das Land insgesamt neunzehn Jahre mit Unterbrechung regierte, hier oft Ansprachen an das Volk.